# Liste internationaler Wirtschaftsorganisationen
Die folgende Liste gibt einen regional gegliederten Überblick über in Wikipedia dokumentierte Internationale Organisationen im Bereich der Wirtschaft. Dabei wird „Organisation“ in einem weiten Sinne verstanden und umfasst auch losere Formen der wirtschaftlichen Zusammenarbeit.

## Globaler Bezug

### Alle Länder
- BIZ: Bank für Internationalen Zahlungsausgleich „Bank der Zentralbanken“
- IEA: Internationale Energieagentur
- ILO/IAO: Internationale Arbeitsorganisation
- IWF: Internationaler Währungsfonds
- Weltbank
- WTO: Welthandelsorganisation und ihre Abkommen:
  - GATT: Allgemeines Zoll- und Handelsabkommen
  - GATS: Allgemeines Abkommen über den Handel mit Dienstleistungen
  - TRIPS: Übereinkommen über handelsbezogene Aspekte der Rechte des geistigen Eigentums
- UNCTAD Konferenz der Vereinten Nationen für Handel und Entwicklung

### Ländergruppen

#### Industrieländer
- G8: Gruppe der Acht Regelmäßige Konsultation der Staats- oder Regierungschefs der sieben wichtigsten Industrieländer (G7 plus Russland)
- OECD: Organisation für wirtschaftliche Zusammenarbeit und Entwicklung

#### Entwicklungs- und Schwellenländer
- AKP: Gruppe der afrikanischen, karibischen und pazifischen Staaten Staaten, die mit der Europäischen Union das Lomé-Abkommen abgeschlossen haben
- G20 der Entwicklungsländer: Lose Gruppe von ursprünglich 20 Entwicklungs- und Schwellenländern, die im Rahmen der Verhandlungen der Welthandelsorganisation deren Interessen gegen die Industrieländer artikulieren

#### Andere Ländergruppen
- G20: Gruppe der zwanzig wichtigsten Industrie- und Schwellenländer
- OPEC: Organisation Erdöl exportierender Länder
- ICCO: International Cocoa Organization
- BRICS: BRICS-Staaten
- ACIIA: Association of Certified International Investment Analysts

## Regionaler Bezug

### Europa
- CEFTA: Central European Free Trade Agreement Mazedonien, Albanien, Bosnien-Herzegowina, Moldawien, Montenegro, Serbien und das Kosovo
- EAEC: Eurasische Wirtschaftsgemeinschaft Mitgliedstaaten: Russische Föderation, Belarus, Kasachstan, Tadschikistan, Kirgisistan
- EAWU: Eurasische Wirtschaftsunion Mitgliedstaaten: Russische Föderation, Belarus, Kasachstan, Armenien, Kirgisistan
- EBRD: Europäische Bank für Wiederaufbau und Entwicklung
- EFTA: European Free Trade Association Mitgliedstaaten: Island, Liechtenstein, Norwegen und die Schweiz
- EPO: Europäische Patentorganisation Mitgliedstaaten der EU und Island, Liechtenstein, Albanien, Serbien, Mazedonien, Monaco, Norwegen, San Marino, die Schweiz und die Türkei
- EU: Europäische Union
  - EG: Europäische Gemeinschaft (früher: Europäische Wirtschaftsgemeinschaft (EWG)) 2009 aufgelöst und in der EU aufgegangen
  - EAG oder EURATOM: Europäische Atomgemeinschaft
  - EGKS oder Montanunion: Europäische Gemeinschaft für Kohle und Stahl 2002 ausgelaufen und in der EG aufgegangen
- EWR: Europäischer Wirtschaftsraum Mitgliedstaaten der EU und der EFTA (ohne die Schweiz)
- RGW oder Comecon: Rat für gegenseitige Wirtschaftshilfe Wirtschaftsorganisation der Ostblock-Staaten, 1991 aufgelöst
- UNECE UN-Wirtschaftskommission für Europa

### Afrika
- CEMAC: Zentralafrikanische Wirtschafts- und Währungsunion
- CEN-SAD: Gemeinschaft der Sahel-Saharanischen Staaten
- COMESA: Gemeinsamer Markt für das Östliche und Südliche Afrika
- EAC: Ostafrikanische Gemeinschaft
- ECA: UN-Wirtschaftskommission für Afrika
- ECOWAS: Westafrikanische Wirtschaftsgemeinschaft
- SACU: Zollunion des Südlichen Afrika
- SADC: Entwicklungsgemeinschaft des südlichen Afrika
- UEMOA: Westafrikanische Wirtschafts- und Währungsunion

### Amerika

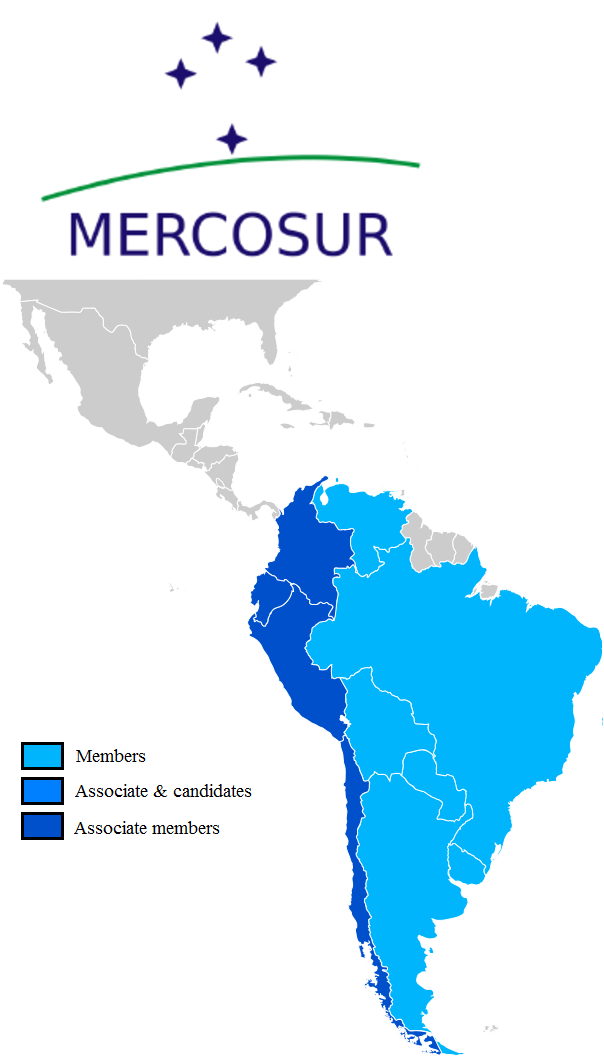
Mitgliedsstaaten des Mercosur

- ALBA: Bolivarianische Alternative für Amerika
- ALCA oder FTAA: Free Trade Area of the Americas, geplante panamerikanische Freihandelszone
- CAN: Andengemeinschaft
- CARICOM: Karibische Gemeinschaft, Zusammenschluss von 15 karibischen Staaten
- CEPAL oder ECLAC: UN-Wirtschaftskommission für Lateinamerika und die Karibik
- Mercosur oder Mercosul: Gemeinsamer Markt Südamerikas
- NAFTA: Nordamerikanisches Freihandelsabkommen
- UNASUR: Union Südamerikanischer Nationen

### Asien und Ozeanien
- APEC: Asiatisch-Pazifische wirtschaftliche Zusammenarbeit lockere Kooperation der asiatischen, ozeanischen und amerikanischen Anrainerstaaten des Pazifischen Ozeans mit dem langfristigen Ziel, eine Freihandelszone zu bilden
- ASEAN: Verband Südostasiatischer Nationen Gemeinschaft südost-asiatischer Länder, die derzeit über eine Freihandelszone verhandelt
- EAEC: Eurasische Wirtschaftsgemeinschaft Mitgliedstaaten: Russische Föderation, Belarus, Kasachstan, Tajikistan, Kirgisistan
- EAWU: Eurasische Wirtschaftsunion Mitgliedstaaten: Russische Föderation, Belarus, Kasachstan
- ECO: Economic Cooperation Organization Mitgliedstaaten: Afghanistan, Aserbaidschan, Iran, Kasachstan, Kirgisistan, Pakistan, Tadschikistan, Türkei, Turkmenistan, Usbekistan
- ESCAP: UN-Wirtschafts- und Sozialkommission für Asien und den Pazifik
- ESCWA: UN-Wirtschafts- und Sozialkommission für Westasien
- GCC: Golf-Kooperationsrat

## Verwandte Listen
- Liste zwischenstaatlicher Organisationen
- Liste internationaler Umweltabkommen